# Alina Cojocaru
Alina Cojocaru (n. 27 mai 1981, București, România) este o balerină din România. Începând din noiembrie 2013, este dansatoare principală la English National Ballet.

## Copilăria
Alina Cojocaru s-a născut și a crescut în București, România. Are o soră, Antoaneta Cojocaru (actriță și regizoare). De la o vârstă fragedă a studiat gimnastica. Mai târziu a început cursuri de balet, deși nu văzuse niciodată un spectacol de balet live.

## Pregătire
la vârsta de 9 ani s-a înscris la o școală de balet din București, de unde a fost selectată la Școala de Stat pentru Balet din România. Mai târziu, în același an, ea a luat și a promovat examenul de admitere la școală, iar câteva luni mai târziu a fost aleasă (cu alți 8 studenți români) de către directorul școlii de balet de la Kiev pentru a participa la un schimb de studenți.
Și-a părăsit familia pentru studii și nu vorbea limba rusă. Inițial, Cojocaru și ceilalți studenți români au fost pregătiți separat, înainte de a fi integrați cu ceilalți studenți în al treilea an.
A debutat în rolul lui Amor din "Don Quijote".
În ianuarie 1997, la vârsta de 15 ani, a participat la concursul internațional de balet de la Prix de Lausanne unde a câștigat o bursă de șase luni pentru formarea la Școala Regală de Balet din Londra.
În iunie, a câștigat o medalie de argint la concursul de balet de la Moscova, a impresionat publicul din Musqeteer de Alla Rubina. S-a mutat la Londra mai târziu în acel an pentru a începe formarea. Nu vorbea limba engleză.

## Cariera

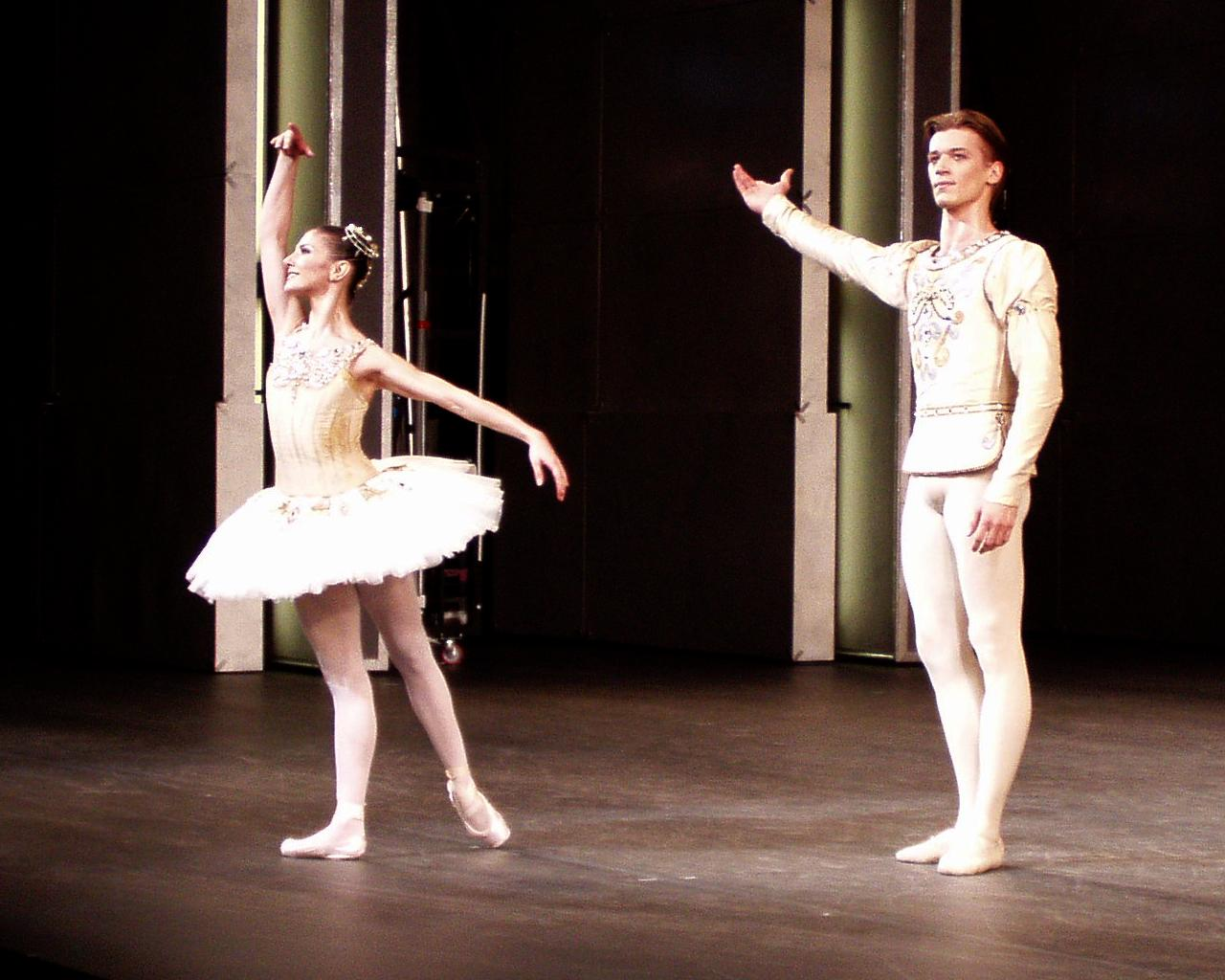
Alina Cojocaru pe scenă

După ce a absolvit școala de șase luni la Școala Regală de Balet, i s-a oferit un contract pentru a participa la Balletul Regal ca membru al Corpului de balet. De asemenea, i s-a oferit un contract pentru a participa la Baletul Kiev ca prim solista. A optat ulterior pentru Kiev Ballet în noiembrie 1998, crezând că va câștiga mai multă experiență ca solistă. A rămas acolo pentru un an, dansând o varietate de roluri.
În timp ce dansa cu baletul de la Kiev, Cojocaru a reaplicat la Royal Ballet din Londra, dar a fost invitată doar la o audiție pentru Corps de Ballet. Ea a participat la o audiție pentru compania în timpul concediului de la Balet din Kiev și i-a fost oferit un contract. Interesata de oportunități de dezvoltare în altă parte, a acceptat contractul și sa alăturat companiei în noiembrie 1999. A fost ulterior promovată la dansator principală în 2001. În 2004, a primit Premiul Benois de la Danse pentru interpretarea sa din Cenușăreasa.
Aparițiile timpurii ale lui Cojocaru în noul context au avut loc în cadrul galei de deschidere a Royal Opera House, plus apariții cu baletul cardabalet în Regatul umbrelor de La Bayadere, ca un fulg de nea în Spargatorul de nuci și ca păpușă în Coppélia.
Unul dintre punctele forte ale carierei sale este parteneriatul cu principalul dansator danez, Johan Kobborg. Parteneriatul a început în 2001 când au dansat împreună în Romeo și Julieta. De atunci, parteneriatul Kobborg și Cojocaru a fost numit unul dintre cele mai mari din istoria baletului și au dansat împreună la Covent Garden și în întreaga lume.
În 2012, Cojocaru a devenit prima balerină care a primit de două ori premiul Benois de la Danse, de această dată pentru Liliom de la John Neumeier cu baletul din Hamburg. Rolul principal al lui Julie a marcat și prima dată când a fost creat un balet de lungă durată în jurul lui Cojocaru.
În iunie 2013, ea a anunțat că ea și Kobborg vor părăsi The Ballet Royal la sfârșitul sezonului 2012/13. Ultima performanță la Londra a avut loc la Mayerling pe 5 iunie, urmată de spectacole programate în perioada 10 și 12 iulie cu compania din Tokyo. 
În iulie 2013, după plecarea sa din Balletul Regal, Cojocaru sa alăturat baletului național englez ca dansatoare principală. În luna decembrie a aceluiași an, ea s-a alăturat și baletului național românesc, după ce Kobborg a devenit directorul artistic al companiei. Cu toate acestea, în 2016, a avut loc un scandal la nivel de management, care a dus la demisia coregrafului Kobborg și a lui Cojocaru. Celor doi le-a fost ulterior interzis accesul la Opera Națională din București.

## Accidentări
În 2008, în timpul unei repetiții, când un partener neidentificat a executat o ridicare defectuoasă, Cojocaru a suferit un prejudiciu care i-ar fi putut pune capăt carierei. Dar, după o intervenție chirurgicală și luni de odihnă, și urmând regimul de reabilitare ghidat de Patrick Rump, s-a recuperat cu succes și, în cele din urmă, s-a întors la dans.

## Viața personală
Cojocaru trăiește cu partenerul   său, Johan Kobborg. După ce Kobborg a devenit cel mai frecvent partener, au anunțat public în 2005 că se află într-o relație romantică. În mai 2011, Cojocaru a fost invitată la Opera Metropolitană din New York, dar partenerul său de dans a fost rănit, astfel încât Kobborg a luat un bilet de avion în mod neașteptat, pentru a o sprijini  și a surprins-o Cojocaru când a cerut-o de soție. Logodna lor a fost anunțată la scurt timp după aceea.
În mai 2017, Cojocaru a anunțat pe Twitter că ea și Kobborg așteaptă primul copil.
Pe 10 octombrie 2017, Kobborg a anunțat prin Twitter că Cojocaru a dat naștere fiicei lor Thalia Chulpan.